# RCA Dome
El RCA Dome (en español, Domo RCA) fue un estadio de fútbol americano en la ciudad de Indianápolis (Indiana), Estados Unidos.
Se inauguró en 1984 con el nombre Hoosier Dome, con una capacidad de 60 000 espectadores y a un costo de 77,5 millones de dólares. Sirvió para los partidos de local de los Indianapolis Colts de la NFL desde 1984 hasta 2008, cuando el estadio fue reemplazado por el Lucas Oil Stadium, con techo retráctil.
Dicho estadio también se utilizó para el All-Star Game de la NBA 1985, el Campeonato de la División I de Baloncesto Masculino de la NCAA 1991, 1997, 2000 y 2006, el Campeonato Mundial de Gimnasia Artística de 1991 y el Campeonato Mundial de Baloncesto de 2002.
Por otra parte, se realizaron allí conciertos de Elton John, Guns N' Roses (Farm Aid 1990), Iggy Pop, Van Halen, Metallica, Scorpions, Pink Floyd y The Rolling Stones.